# Коллин, Йонас
Йонас Коллин (дат. Jonas Collin; 6 января 1776, Копенгаген, — 28 августа 1861, там же) — датский государственный деятель.
Во времена долгого царствования короля Фредерика VI Коллин почти всё время заведовал финансами. Очень много талантливых молодых людей без средств были обязаны ему образованием и развитием своих дарований. К числу их принадлежит и всемирно известный Ханс Кристиан Андерсен.